# 130 Elektra
Elektra /ɪˈlɛktrə/ (định danh hành tinh vi hình: 130 Elektra) là một tiểu hành tinh rất lớn ở vòng ngoài cùng vành đai chính và là hệ bốn hành tinh với ba vệ tinh hành tinh vi hình. Ngày 17 tháng 2 năm 1873, nhà thiên văn học người Mỹ gốc Đức Christian H. F. Peters phát hiện tiểu hành tinh Elektra khi ông thực hiện quan sát tại Đài quan sát Litchfield từ Đại học Hamilton, New York và đặt tên nó theo Electra, nữ thần báo thù trong thần thoại Hy Lạp.

## Mô tả

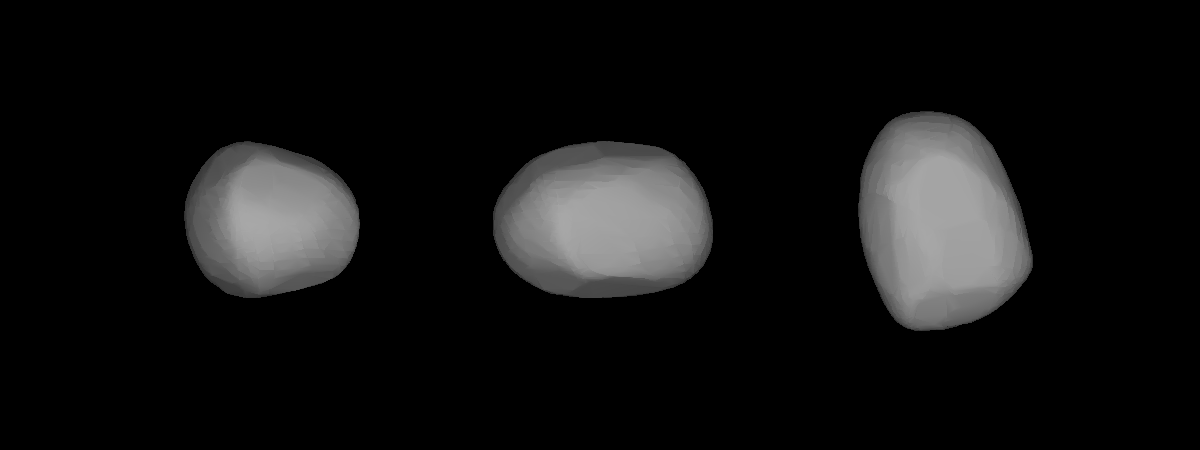
Mô hình 3D dựa trên đường cong ánh sáng của 130 Elektra

Quang phổ của 130 Elektra thuộc kiểu G vì thế nó có thành phần cấu tạo giống như tiểu hành tinh Ceres. Đã thấy các dấu hiệu quang phổ của các hợp chất hữu cơ ở bề mặt của Elektra và nó cho thấy bằng chứng về sự thay đổi chất lỏng.
Cuối thập niên 1990, một mạng lưới các nhà thiên văn học khắp thế giới đã thu thập các dữ liệu đường cong ánh sáng dùng để rút ra các tình trạng quay vòng và các kiểu mẫu hình dạng của 10 tiểu hành tinh mới, trong đó có 130 Elektra.
Các quan sát quang học đã tìm thấy ba vệ tinh của tiểu hành tinh này. Khi biết rõ được quỹ đạo, thì có thể tìm ra khối lượng đáng tin cậy của Elektra. Giá trị 6,6×1018 kg chỉ cho biết một tỷ trọng 1,3 ± 0,3 g/cm³. Các quan sát quang học cũng đã xác định là hình dạng của Elektra hoàn toàn không đều, cũng như cho các chỉ số suất phản chiếu khác biệt là 5-15% ở bề mặt của nó.

## Che khuất

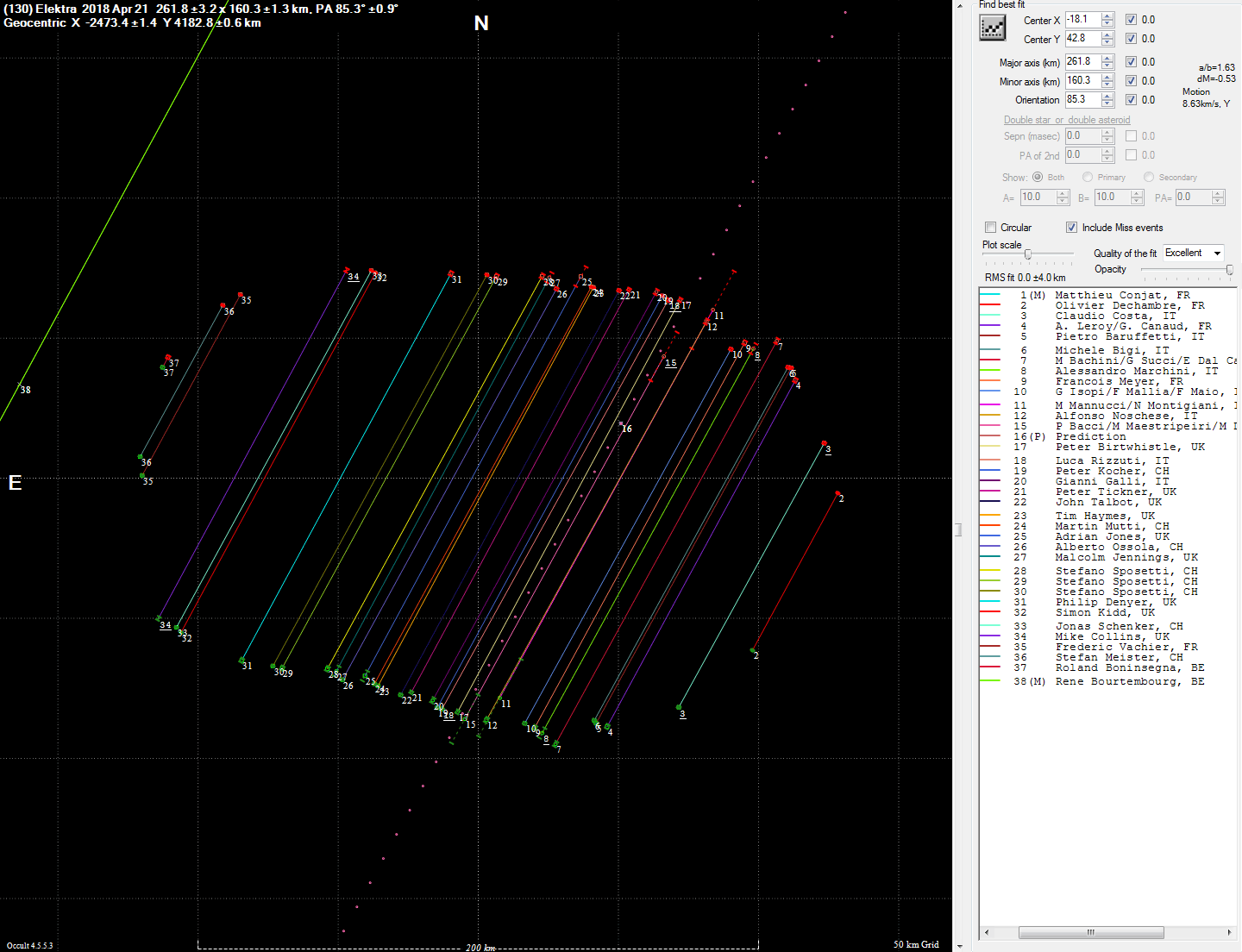
Hồ sơ che khuất của Elektra được quan sát từ Châu Âu vào ngày 21 tháng 4 năm 2018

### S/2014 (130) 1

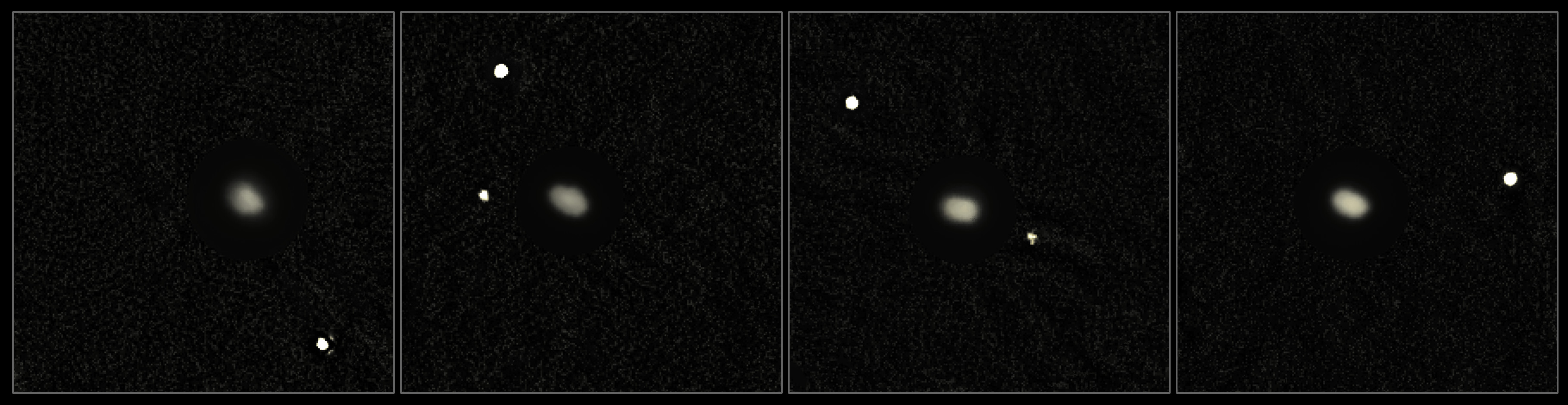
Ghép ảnh hồng ngoại VLT-SPHERE cho thấy hình dạng phân giải của Elektra (độ sáng bị tắt) và vị trí của hai mặt trăng của nó từ ngày 6 đến ngày 31 tháng 12 năm 2014. S / 2003 (130) 1 là vật thể sáng hơn trong khi S / 2014 (130) 1 là vật thể mờ hơn, đối tượng bên trong có thể nhìn thấy trong hình ảnh thứ hai và thứ ba.

## Vệ tinh
| Tên            | Khám phá   | Công bố    | Đường kính (km) | Bán trục lớn (km) | Chu kỳ quỹ đạo (ngày) | Độ lệch tâm   | Độ nghiêng (°) | Điểm mọc (°) | Góc cận điểm (°) | Độ bất thường trung bình (°) |
| -------------- | ---------- | ---------- | --------------- | ----------------- | --------------------- | ------------- | -------------- | ------------ | ---------------- | ---------------------------- |
| S/2014 (130) 2 | 09-12-2014 | 06-11-2021 | 1,6±0,4         | 344±5             | 0,679±0,001           | 0,33±0,05     | 129±24         | 127±18       | 23±11            | —                            |
| S/2014 (130) 1 | 06-12-2014 | 16-12-2014 | 2,0±0,4         | 501±7             | 1,192±0,002           | 0,03±0,03     | 156±7          | 187±10       | 235±18           | —                            |
| S/2003 (130) 1 | 15-08-2003 | 17-08-2003 | 6,0±0,6         | 1297,58±0,54      | 5,287±0,001           | 0,0835±0,0096 | 160,21±1,50    | 176,1±5,7    | 184,4±14,1       | 117,3±11,7                   |

### S/2003 (130) 1

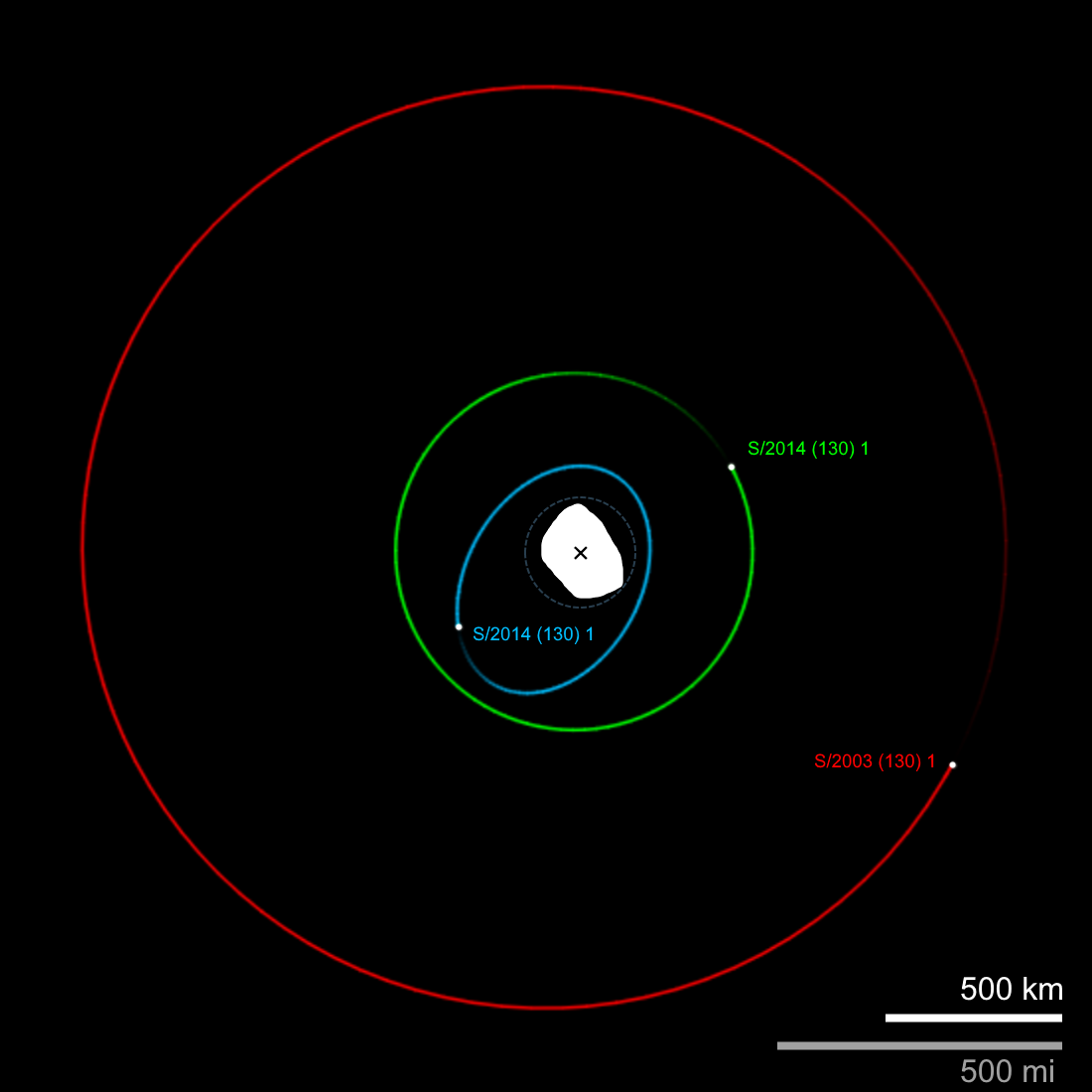
Biểu đồ quỹ đạo của hệ thống bốn Elektra

Năm 2003, một vệ tinh nhỏ của Elektra đã được dò ra bằng kính thiên văn Keck II. Đường kính của vệ tinh này là 4 km và nó di chuyển theo quỹ đạo ở khoảng cách chừng 1170 km. Vệ tinh này được tạm gọi là S/2003 (130) 1. Cho tới nay, do chỉ mới có ít lần quan sát nên quỹ đạo của nó chưa được xác định chắc chắn.